# Умино, Тика
Тика Умино (яп. 羽海野 チカ Умино Тика) (день рождения 30 августа) — японская художница-мангака, живущая в Токио, известна как автор и создатель популярной манги Honey and Clover, экранизированной студией J.C. Staff в двух сезонах аниме-сериала. Дважды получала премию манги издательства «Коданся»: в 2003 году за Honey and Clover и в 2011 году за Sangatsu no Lion. Также она разрабатывала дизайн персонажей для аниме Higashi no Eden (2009).
Тика Умино — это псевдоним, который мангака выбрала в честь своего любимого места: «Уми но тикаку но юэнти» (яп. 海の近くの遊園地 уми но тикаку но ю:энти, букв. «Луна-парк у моря»), так же называлась её ранняя додзинси-работа, созданная до дебюта художницы в качестве мангаки. Тема луна-парка у моря и колеса обозрения часто встречается и в Honey and Clover.
В 2011 году в журнале Nikkei Entertainment был опубликован рейтинг наиболее коммерчески успешных мангак современности. Умино заняла в рейтинге 49 место.

## Работы
- Honey and Clover — издавалась издательской группой Shueisha, первые четырнадцать глав выходили в журнале CUTiEcomic с июня 2000 по июль 2001 года, затем перешла в журнале Young You. В 2003 году манга выиграла престижную 27-ю Премию манги издательства Kodansha в категории сёдзё-манги, а после закрытия Young You в октябре 2005 года, была переведена в журнал Chorus, где в июле 2006 года и вышла последняя 64 глава манги. Работы по её аниме-экранизации вела студия J.C.Staff: в 2005 году вышел первый сезон, а в 2006-м — второй сезон аниме-сериала и кинофильм-адаптация.
- Sangatsu no Lion.